# Sumitomo Roppongi Grand Tower
La Sumitomo Roppongi Grand Tower est un gratte-ciel de 230 mètres construit en 2016 à Tokyo au Japon.